# Achalcerinys lindus
Achalcerinys lindus är en stekelart som först beskrevs av Mercet 1921.  Achalcerinys lindus ingår i släktet Achalcerinys och familjen sköldlussteklar. Inga underarter finns listade i Catalogue of Life.